# Айен Муньйос
Айен Муньйос (ісп. Aihen Muñoz, нар. 16 серпня 1997, Ечаурі) — іспанський футболіст, захисник клубу «Реал Сосьєдад».

## Ігрова кар'єра
Народився 16 серпня 1997 року в місті Ечаурі. Вихованець футбольної школи клубу «Реал Сосьєдад». З 2015 року почав грати за третю команду клубу, а згодом протягом 2018–2019 років захищав кольори його другої команди.
З 2019 року почав залучатися до складу головної команди «Реал Сосьєдад».

## Титули і досягнення
- Володар Кубка Іспанії (1):

«Реал Сосьєдад»: 2019-20